# 勞烈斯
勞烈斯（西班牙語：Vasudeva Das Lilley Nunez，1995年11月22日—），全名直譯為瓦苏戴瓦·达斯·里利·勞烈斯，生於香港，英墨混血兒，香港足球運動員，司職中堅，現在效力中甲球會延邊龍鼎。

## 早年生活
勞烈斯生於香港，在南丫島長大，父親是英國人而母親是墨西哥人，早在5歲開始，他就因觀看球賽而燃起對足球的熱誠，而在其成長過程中沒有接受正規訓練，他在2010年在機緣巧合下獲巴西教練艾達看中，贊助他到巴西學法5星期，期間在前世界足球先生兼巴西名宿李華度旗下球會莫奇米林EC受訓。

## 球會生涯

### 夢想駿其
在2015年，勞烈斯加盟港超聯球會東方，並在同年7月被借予新成立的港超聯球會夢想駿其，加盟後，他在11月22日對冠忠南區的聯賽盃分組賽時，在82分鐘後備入替蕭俊銘，迎來職業球員生涯的處子戰，可是最終駿其以0–2落敗，其後他在12月5日對黃大仙的聯賽盃分組賽，獲得職業球員首個正選機會，結果協助駿其以2–0勝出，直到在2016年3月6日，他在對黃大仙的聯賽，在21分鐘接應罰球頂中楣後，再於門前撞入，取得職業生涯的首個入球，可是最終駿其被反勝2–3，在球季結束後，由於夢想駿其缺乏經費而選擇退出港超聯。

### 標準灝天
在夢想駿其退出港超聯後，勞烈斯在2016年7月被借予新組成的港超聯球會標準灝天，並在10月2日對港會的聯賽，首度為灝天上陣，即獲正選機會並踢足全場，可是最終灝天以2–3落敗，在10月16日，他在對理文流浪的聯賽，取得加盟後的首個入球，更令對方球員基頓被球證直接用紅牌驅逐離場，結果協助灝天以2–2賽和對手， 在11月27日，他在作客班霸傑志的聯賽，正選登場並以中堅身份踢足全場，結果協助標準灝天爆冷以0–0守和傑志，而勞烈斯於職業生涯第二季在各項賽事上陣15場錄得2球，還於季尾協助標準灝天於11支球隊中獲得第9護級成功，可是最終因交還管理權問題而解散。

### R&F富力
在2017年7月4日，勞烈斯與由中超球會廣州富力出資及組建的港超聯球會R&F富力簽約加盟，並在9月9月作客香港飛馬的首場聯賽，即獲正選機會並踢足全場，可是最終富力以2–3落敗。

### 梅州客家
2021年4月6日，中甲球隊梅州客家官方宣布，正式簽下香港球員勞烈斯。

### 大連人
8月21日，中超球隊大連人官方宣布，正式簽下香港球員勞烈斯。

### 廣西平果哈嘹
2024年1月8日，中甲球隊廣西平果哈嘹在官方社交媒體上載一段短片，宣布已經簽入上季效力中超大連人的勞烈斯。

## 國際賽生涯
在2016年12月，勞烈斯為申請香港特區護照選擇放棄英國及墨西哥國籍，在確定完成放棄墨西哥國籍後，於2018年4月13日回到香港申請香港特區護照，可是他在放棄英國國籍的過程中，英國政府誤作英國國民（海外）國籍放棄申請，結果他在沒有更正下繼續用作申請香港特區護照，被香港入境事務處職員拒絕處理，並讓他無法離開香港到廣州參加球隊訓練。直到2018年4月26日，他終於獲英國政府附有正確放棄英國公民身份資料的表格，並於5月4日獲發香港特區護照。
2022年7月19日，香港足球代表隊面對東道主日本隊的東亞盃決賽周比賽中，勞烈斯首次代表香港上陣。
2023年12月，勞烈斯入選香港隊出戰亞洲盃的決選名單。

## 榮譽
香港代表隊
- 港澳埠際賽冠軍（2018年）

## 家庭生活
勞烈斯的父親是英國人而母親是墨西哥人，他有4個哥哥及1個妹妹，在家中男孩中排行最小，他童年時在南丫島的小學讀書，所以他能說流利的廣東話，現時還會為隊中的外援充當翻譯，由於勞烈斯的英文名字很長，故他曾經擁有很多個中文名字，現時「勞烈斯」這個中文名字是他加入球圈後教練幫他改的。

## 外部連結
- 香港足球總會網站球員資料 （页面存档备份，存于）